# Monte Rushmore
El Monumento Nacional del Monte Rushmore (en inglés: Mount Rushmore National Memorial) es un monumento conmemorativo nacional centrado en una colosal escultura tallada en la cara de granito del Monte Rushmore (en idioma Lakota: Tȟuŋkášila Šákpe, o los Seis Abuelos) en las Colinas Negras, cerca de Keystone (Dakota del Sur). El escultor Gutzon Borglum diseñó la escultura, llamada Santuario de la Democracia (Shrine of Democracy)y desde 1927 a 1941 estuvo supervisando la ejecución del proyecto con la ayuda de su hijo, Lincoln Borglum.La escultura presenta las cabezas de 18 m de altura de cuatro presidentes de Estados Unidos: George Washington, Thomas Jefferson, Theodore Roosevelt y Abraham Lincoln,elegidos para representar el nacimiento, crecimiento, desarrollo y preservación de la nación, respectivamente.El parque conmemorativo del monte Rushmore atrae a más de dos millones de visitantes al año y abarca 5,17 km².La elevación de la montaña es de 1.745 m sobre el nivel del mar.
El escultor eligió el Monte Rushmore en parte porque está orientado hacia sureste para una máxima exposición al sol. La escultura fue idea de Doane Robinson, un historiador del estado de Dakota del Sur. Al principio, Robinson quería que la escultura mostrara a héroes del oeste americano, como Lewis y Clark, su guía de expedición Sacajawea, al jefe Nube Rojade la tribu Oglala de los Lakota, Buffalo Bill Cody,y al jefe de los Oglala, Caballo Loco.Borglum creía que la escultura debía tener un atractivo más amplio y eligió a los cuatro presidentes.
Peter Norbeck, Senador por Dakota del Sur, patrocinó el proyecto y obtuvo financiación federal.La construcción comenzó en 1927 y los rostros de los presidentes se completaron entre 1934 y 1939. Después de la muerte de Gutzon Borglum en marzo de 1941, su hijo Lincoln asumió la dirección del proyecto de construcción. Originalmente, cada presidente debía ser representado de la cabeza a la cintura, pero la falta de financiación obligó a que la construcción finalizara el 31 de octubre de 1941y solo la escultura de Washington incluye algún detalle por debajo del nivel de la barbilla.
La escultura del monte Rushmore está construida en un terreno que fue arrebatado ilegalmente a la Nación Sioux en 1870. Los Sioux siguen exigiendo la devolución de las tierras, y en 1980 la Corte Suprema de Estados Unidos dictaminó que la toma de las Colinas Negras requería una compensación justa y otorgó a la tribu 102 millones de dólares. Los Sioux rechazaron el dinero, que con los intereses aumentó a más de mil millones de dólares, y exigen que se les devuelvan las tierras. Este conflicto continúa hasta el día de hoy y ha llevado a algunos críticos a denominar al monumento como el "Santuario de la Hipocresía".

## Historia

### De la denominación "Seis Abuelos" a "Monte Rushmore"
El monte Rushmore y las Colinas Negras circundantes (Pahá Sápa) son considerados lugares sagrados por los indios de las planicies como los Arapaho, los Cheyenes y los Sioux Lakota, que utilizaron la zona durante siglos para rezar, obtener alimentos, materiales de construcción y medicinas.Los Lakota llamaron a la montaña "Seis Abuelos" (Tȟuŋkášila Šákpe),que simboliza deidades ancestrales y que están personificadas como las seis orientaciones siguientes: norte, sur, este, oeste, arriba (cielo) y abajo (tierra).En la segunda mitad del siglo XIX la expansión de Estados Unidos en las Colinas Negras condujo a una serie de conflictos con varios subgrupos del pueblo Sioux. En el Tratado de Fort Laramie de 1868 el gobierno de Estados Unidos otorgó a los Sioux el uso exclusivo de todas las Colinas Negras, incluyendo la montaña de los "Seis Abuelos", a perpetuidad.
La montaña de los Seis Abuelos fue una parte importante del viaje espiritual emprendido a principios de 1870 por el líder de los Lakota Alce Negro (Heȟáka Sápa, también conocido como "El Sexto Abuelo"),que acabó asentándose en la cercana Cima de Black Elk,(Hiŋháŋ Káǧa, "Hacedor de Buhos").El general estadounidese George Armstrong Custer alcanzó la Cima de Black Elk unos años más tarde, en 1874, durante la Expedición de las Colinas Negras, que desencadenó en la Fiebre del Oro de las Colinas Negras y en la Guerra de Black Hills.En 1877 Estados Unidos rompió el Tratado de Fort Laramie y afirmó el control sobre el área, lo que provocó una afluencia de colonos y buscadores de oro.
Entre esos buscadores de oro se encontraba el promotor minero de Nueva York, James Wilson, que organizó la Compañía Harney Peak Tin y contrató al abogado de Nueva York, Charles E. Rushmore, para visitar las Colinas Negras y confirmar los reclamos de tierras de la compañía. Durante una visita en 1884o 1885,Charles E. Rushmore vio la montaña de los Seis Abuelos y le preguntó a su guía Bill Challis el nombre de la montaña; Challis le respondió que la montaña no tenía nombre, pero que en adelante llevaría el nombre de Rushmore.El nombre "Monte Rushmore" siguió utilizándose a nivel local y fue reconocido oficialmente por la Junta de Nombres Geográficos de Estados Unidos en junio de 1930.

### Concepto, diseño y fundación
En 1920 Dakota del Sur se había convertido en un estado de Estados Unidos y era un destino popular para los excursionistas que visitaban el Bosque Nacional de las Colinas Negras, el Parque Nacional Wind Cave y la Autopista Needles.En 1923el secretario de la Sociedad Histórica del Estado de Dakota del Sur, Doane Robinson, que llegaría a ser conocido como el "Padre del Monte Rushmore",tuvo noticia del "Santuario de la Confederación", un proyecto para tallar imágenes de generales confederados en la ladera de Stone Mountain (Georgia), y que había estado en marcha desde 1915.Con el objetivo de impulsar el turismo en Dakota del Sur, Robinson comenzó a promover la idea de un monumento similar en las Colinas Negras, que representara "no sólo el esplendor de la naturaleza de su geografía local, sino también el triunfo de la civilización occidental sobre esa geografía a través de su representación antropomórfica".
Inicialmente, Robinson se acercó al escultor Lorado Taft, pero Taft estaba enfermo en ese momento y no estaba interesado en el proyecto de Robinson. Después Robinson buscó la ayuda del entonces senador estadounidense Peter Norbeck, que había establecido el Parque Estatal Custer cuando era gobernador en 1919. Norbeck apoyó cautelosamente el plan de Robinson, y éste comenzó a hacer campaña pública a favor del primero. Algunos miembros de la comunidad local también apoyaron el plan de Robinson, pero muchos se opusieron enérgicamente.
El 20 de agosto de 1924 Robinson escribió a Gutzon Borglum, el escultor del "Santuario de la Confederación", pidiéndole que viajara a la región de las Colinas Negras para determinar si se podía realizar la escultura.Borglum, que se había involucrado con el Ku Klux Klan, uno de los financiadores del monumento a Stone Mountain, había tenido desacuerdos con la Asociación Memorial de Stone Mountain y el 24 de septiembre de 1924 viajó a Dakota del Sur para encontrarse con Robinson.
El plan original de Borglum era realizar las esculturas en pilares de granito de 150 metros de altura conocidas como las Agujas (Hiŋháŋ Káǧa). Sin embargo, las Agujas erosionadas eran demasiado delgadas para soportar la escultura.El 14 de agosto de 1925 Borglum alcanzó la cima de Black Elk mientras exploraba lugares alternativosy, según se dice, al ver el Monte Rushmore dijo: "America mirará a lo largo de ese horizonte". Eligió el monte Rushmore, una localización grandiosa, en parte porque estaba orientado hacia sureste y disfrutaba de la máxima exposición al sol.
Borglum rechazó el plan original de Robinson de representar personajes del Viejo Oeste, como Lewis y Clark, Nube Roja, Sacagawea, John C. Fremont y Caballo Loco, y en su lugar decidió representar a cuatro presidentes estadounidenses: George Washington, Thomas Jefferson, Abraham Lincoln y Theodore Roosevelt.Se decía que los cuatro rostros presidenciales estaban tallados en granito con la intención de simbolizar "un logro nacido, planificado y creado en las mentes y manos de los Americanos para los Americanos".Los Lakota y otras comunidades indígenas locales se opusieron al plan general por considerarlo una profanación de sus tierras sagradas y las políticas antiindígenas racistas y a veces violentas de los cuatro presidentes representados.Para los Lakota y otras tribus, el monumento "llegó a personificar la pérdida de sus tierras sagradas y las injusticias que han sufrido bajo el gobierno de Estados Unidos".
El Senador Norbeck y el Congresista William Williamson de Dakota del Sur presentaron proyectos de ley a principios de 1925 con el fin de obtener permiso para poder utilizar tierras federales,que fueron aprobados fácilmente. La legislación de Dakota del Sur tuvo menos apoyo, y fue aprobada por poco margen en su tercer intento, que el gobernador Carl Gunderson promulgó como ley el 5 de marzo de 1925. La financiación privada llegó lentamente y Borglum invitó al presidente Calvin Coolidge a una ceremonia de inauguración en agosto de 1927, en la que prometió que se aportarían fondos federales. El Congreso aprobó la Ley del Monumento Nacional Monte Rushmore, firmada por Coolidge, que autorizó hasta 250.000 dólares en fondos compensatorios. La transición presidencial a Herbert Hoover en 1929 retrasó la financiación hasta que se adquirió una aportación federal inicial de 54.670,56 dólares.
El proyecto de tallado comenzó en 1927 y terminó en 1941 sin que se diera ninguna fatalidad.

### Construcción
Entre el 4 de octubre de 1927 y el 31 de octubre de 1941 Gutzon Borglum y 400 trabajadoresesculpieron las colosales esculturas de 18 m de altura de George Washington, Thomas Jefferson, Theodore Roosevelt y Abraham Lincoln, con el fin de representar los primeros 150 años de historia americana. Estos presidentes fueron seleccionados por Borglum debido a su papel en la preservación de la República y la expansión de su territorio.En el tallado del Monte Rushmore se usó dinamita, seguido del proceso "honeycombing", donde los trabajadores perforaron agujeros muy juntos, permitiéndoles extraer pequeños trozos con la mano.En total se extrajeron unas 410.000 toneladas de roca de la ladera de la montaña.Originalmente se pretendía que la imagen de Thomas Jefferson apareciera a la derecha de Washington, pero después de comenzar el trabajo se descubrió que la roca no era adecuada, por lo que el trabajo en la figura de Jefferson fue dinamitado y se esculpió una nueva figura a la izquierda de Washington.

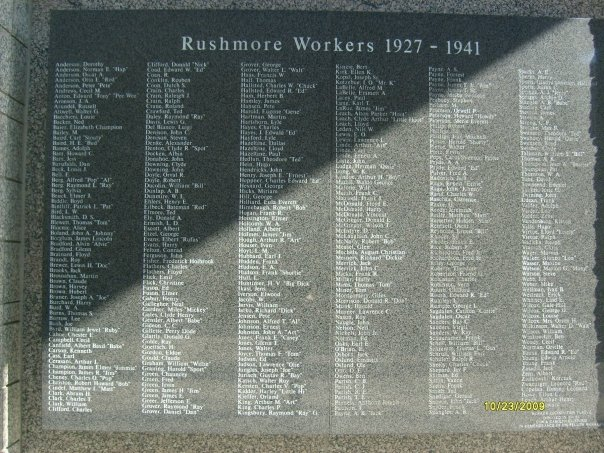
Placa en el Monumento Nacional del Monte Rushmore con los nombres de los trabajadores del monumento.

El principal tallador de la montaña fue Luigi Del Bianco, un artesano y cantero que emigró a Estados Unidos desde Friul en Italia y fue elegido para trabajar en este proyecto debido a su comprensión del lenguaje escultórico y su capacidad para imbuir emociones en los retratos tallados.
En 1933 el Servicio de Parques Nacionales puso el Monte Rushmore bajo su jurisdicción. Julian Spotts ayudó con el proyecto mejorando su infraestructura. Por ejemplo, hizo mejoras en el tranvía haciendo que llegara hasta la cima del Monte Rushmore para comodidad de los trabajadores. El 4 de julio de 1934 el rostro de Washington dio por finalizado y fue dedicado. El rostro de Thomas Jefferson fue dedicado en 1936 y el de Abraham Lincoln el 17 de septiembre de 1937. En 1937 se presentó un proyecto de ley en el Congreso para incorporar la cabeza de la defensora de los derechos civiles Susan B. Anthony, pero se aprobó una cláusula adicional en un proyecto de ley de asignaciones que exigía que se utilizaran fondos federales para terminar sólo aquellas cabezas que ya se habían iniciado en ese momento.En 1939 se dedicó el rostro de Theodore Roosevelt.
El Estudio del Escultor, que exhibía una muestra de modelos únicos en yeso y herramientas relacionadas con la escultura, fue construido en 1939 bajo la dirección de Borglum. Borglum murió de una embolia en marzo de 1941. Su hijo, Lincoln Borglum, continuó el proyecto. Originalmente se planeó que las figuras fueran talladas desde la cabeza hasta la cintura,pero la falta de financiación obligó a finalizar el proyecto. Borglum también había planeado un panel enorme con la forma de la Compra de Luisiana, que conmemoraría en letras doradas de dos metros y medio de alto la Declaración de Independencia, la Constitución de los Estados Unidos, la Compra de Luisiana y otras siete adquisiciones territoriales desde la Compra de Alaska hasta la Zona del Canal de Panamá.En total, todo el proyecto costó 989.992,32 dólares (equivalente a 19,7 millones de dólares en 2022).
Nick Clifford, el último tallador que quedaba, falleció en noviembre de 2019 a los 98 años.

### Desarrollos posteriores
Harold Spitznagel y Cecil Doty diseñaron el centro de visitantes original, que fue terminado en 1957, como parte del esfuerzo de la Mission 66 con el fin de mejorar las instalaciones para visitantes en parques nacionales y monumentos de todo el país.Diez años de trabajo de reurbanización culminaron con la finalización de amplias instalaciones para visitantes y aceras en 1998, como un Centro de Visitantes, el Museo Lincoln Borglum y el Sendero Presidencial.
El 15 de octubre de 1966 el Monte Rushmore fue incluido en el Registro Nacional de Lugares Históricos. El estudiante de Nebraska William Andrew Burkett escribió un ensayo de 500 palabras sobre la historia de Estados Unidos y fue seleccionado como el ganador de un grupo de estudiantes universitarios en un torneo de 1934, y ese ensayo se colocó en el Entablamento sobre una placa de bronce en 1973.En 1991 el presidente George H. W. Bush dedicó oficialmente el Monte Rushmore.
En 2004 Gerard Baker fue nombrado superintendente del parque, el primer y hasta ahora único nativo americano en ocupar dicho cargo. Baker afirmó que abrirá más "vías de interpretación" y que los cuatro presidentes son "sólo una vía y un sólo foco".

### Propuestas para añadir rostros adicionales
En 1937, cuando la escultura aún no estaba terminada, fracasó un proyecto de ley en el Congreso que abogaba por la incorporación del rostro de la activista por los derechos de las mujeres Susan B. Anthony. Cuando se completó la escultura en 1941, los escultores dijeron que la roca restante no resultaba adecuada para tallados adicionales. Esta postura fue compartida por RESPEC, una empresa de ingeniería encargada de supervisar la estabilidad de la roca en 1989. De todos modos se han hecho propuestas de esculturas adicionales, como la de John F. Kennedy, después de su asesinato en 1963, y la de Ronald Reagan en 1985 y 1999; esta última propuesta fue objeto de debate en el Congreso en aquel entonces.A Barack Obama le preguntaron sobre su potencial incorporación en 2008 y bromeó diciendo que sus orejas eran demasiado grandes. En 2025, el presidente Donald Trump mostró su interés expreso en que su rostro fuera la quinta cara del monumento de Rushmore. Días después de su segunda jura como presidente, la congresista republicana por Florida, Anna Paulina Luna, presentó una legislación para que así pudiera tallarse. «He presentado oficialmente una legislación para colocar la cara del presidente Trump en el Monte Rushmore. sus notables logros para nuestro país y el éxito que seguirá cosechando merecen el máximo reconocimiento y honor en este emblemático monumento nacional. ¡A tallar!», dijo en su cuenta de X.

## Turismo
| Año  | Visitantes |
| ---- | ---------- |
| 1941 | 393.000    |
| 1950 | 740.499    |
| 1960 | 1.067.000  |
| 1970 | 1.965.700  |
| 1980 | 1.284.888  |
| 1990 | 1.671.673  |
| 2000 | 1.868.876  |
| 2010 | 2.331.237  |
| 2020 | 2.074.986  |

El turismo es la segunda industria más grande de Dakota del Sur y el Monte Rushmore es la principal atracción turística del estado. 2.185.447 personas visitaron el parque en 2012.
La popularidad del lugar, como la de muchos otros monumentos nacionales, se deriva de su reconocibilidad inmediata; "No hay sustitutos para recursos emblemáticos como la Estatua de la Libertad, el Monumento a Lincoln o el Monte Rushmore. Estos lugares son únicos".Sin embargo, el Monte Rushmore también cuenta con acceso a un entorno natural circundante, lo que lo distingue de la proximidad típica de los monumentos nacionales a centros urbanos como Washington D. C. y la Ciudad de Nueva York.
En los años 50 y 60, el anciano local de los Lakota Sioux, Benjamin Alce Negro (hijo del curandero Alce Negro, que había estado presente en la Batalla de Little Bighorn) era conocido como la "Quinta Cara del Monte Rushmore", y posó en fotografías con miles de turistas con su atuendo nativo. La Sociedad Histórica del Estado de Dakota del Sur señala que fue una de las personas más fotografiadas del mundo durante un período de 20 años.

## Sala de registros

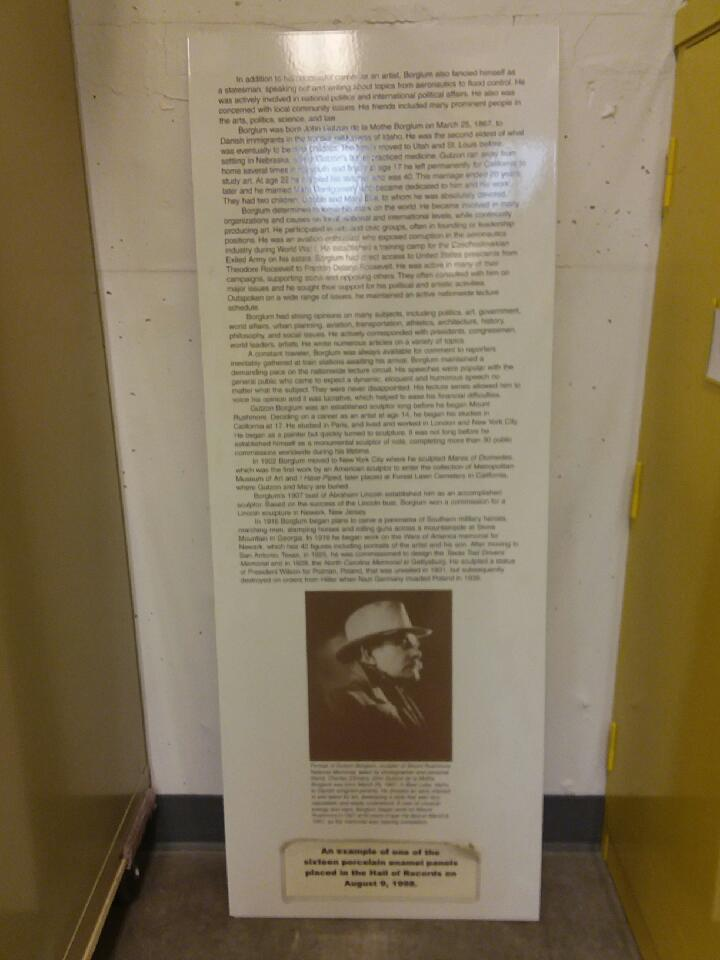
Una copia de uno de los paneles sepultados en el Sala de Registros.

En un primer momento, Borglum se planteó la idea de edificar una gran sala de registros donde los documentos y artefactos históricos más importantes de Estados Unidos pudieran protegerse y mostrarse a los turistas. Consiguió iniciar el proyecto, pero cortó solo 21 m en la roca antes de que el trabajo se detuviera en 1939 para centrarse en las caras. En 1998 se construyó un depósito dentro de la boca de la cueva que contiene 16 paneles esmaltados con información biográfica e histórica sobre el Monte Rushmore, así como los textos de los documentos que Borglum quería que se preservaran. El depósito consta de una caja de madera de teca dentro de una bóveda de titanio colocada en el suelo con una piedra angular de granito.Los componentes del sellador de Borglum incluían aceite de linaza, polvo de granito y albayalde, pero ahora se utiliza un moderno sustituto de silicona para las grietas, disfrazado con polvo de granito.

## Conservación
La conservación del lugar está supervisado por el Servicio de Parques Nacionales.El mantenimiento del monumento requiere que los alpinistas controlen y sellen las grietas anualmente.Debido a limitaciones presupuestarias, el monumento no se limpia con regularidad con el fin de eliminar los líquenes. Sin embargo, en 2005, Alfred Kärcher, un fabricante Alemán de máquinas de lavado a presión y limpieza a vapor llevó a cabo una operación de limpieza gratuita que duró varias semanas, utilizando agua a presión a más de 93 °C.Otros esfuerzos para conservar el monumento han incluido la sustitución del sellador aplicado originalmente a las grietas en la piedra por Gutzon Borglum, que había demostrado ser ineficaz a la hora de ofrecer resistencia al agua.
En 1998 se instalaron dispositivos electrónicos de seguimiento para seguir el movimiento en la topología de la escultura con una precisión de tres milímetros. La zona fue grabada digitalmente en 2009 utilizando un método de escaneado láser terrestre como parte del proyecto internacional Scottish Ten, proporcionando un registro de alta resolución para ayudar a la conservación del lugar. Estos datos se hicieron accesibles al público a través de Internet.